# Зграда „Платонеума“
Платонеум је споменик културе који се налази у Новом Саду, у улици Николе Пашића 6, и под заштитом је државе.
Двоспратна угаона зграда, са основом у облику слова П, данашњи изглед, који се приписује архитекти Александру Бугарском, добила је у последњој четвртини 19. века, препавком зграде која се на том месту помиње још у 18. веку. Назив је добила по бачком владици Платону Атанацковићу, који је 1861. зграду купио од потомака пламићке породице Сервијских, а затим је поклонио Фонду Српске гимназије.
Током времена зграда је мењала намену и кориснике. Углавном је била седиште значајних црковних и световних институција. Данас се у њој налази огранак Српске академије наука и уметности.

## Стилске карактеристике
Правилним распоредом прозора на свим етажама, наглашена је хоризонтална подела на фасадама, потенцирана венцима. Над прозорима су поља са неуобичајеном, јединственом орнаментиком, а на таванском надзитку отвори типа розета. Изнад главног улаза налази се балкон са четири конзоле са оградом од кованог гвожђа, на којој доминира геометријска орнаментанка. Над вратима балкона у пластици је изведен племићки грб породице Сервијски. Декоративни систем на фасадама представља највреднији пример стила романтизма у Новом Саду.
Дворишне фасаде су једноставне, са комуникативним балконима на првом и другом спрату, а подрум и приземље красе сводови. Репрезентативно завојито степениште, од ружичастог камена са богато орнаментисаном оградом од кованог гвожђа, представља драгоцени елемент ентеријера.